# Philodytes
Philodytes is een geslacht van kevers uit de familie  waterroofkevers (Dytiscidae).
Het geslacht is voor het eerst wetenschappelijk beschreven in 1939 door J.Balfour-Browne.

## Soorten
Het geslacht omvat de volgende soort:
- Philodytes umbrinus (Motschulsky, 1855)